# Konstrevy
Konstrevy var en svensk konsttidskrift som gavs ut mellan 1925 och 1970.

## 1925 – 1932
Konstrevy startades av Gösta Olson vid Svensk-franska konstgalleriet och han var tidskriftens alltiallo de första åren. Han var redaktör, annonsackvisitör, distributör och ensam ekonomisk ansvarig samtidigt som han ansvarade för galleriets verksamhet. Olson ville med tidskriften ge en bred bild av konstlivet i Sverige och utlandet och knöt kända skribenter till tidskriften, som Erik Blomberg, Ragnar Hoppe och Gregor Paulsson. 6 nummer om året skulle ges ut, var planen. 
| ”                                             | Vårt land är för närvarande helt i avsaknad av ett periodiskt organ för bildande konst, som vänder sig även till publiken utanför de konsthistoriska fackmännens krets. Denna för det just nu särdeles livliga konstintresset mycket kännbara brist vill tidskriften Konstrevy söka fylla. | „ |
| – ur tidningens programförklaring i nr 1 1926 | |   |

Ambitionerna var stora men Olson hade inte förmåga att driva tidskriften längre än till och med 1932, trots stöd av sin svåger, bankmannen och mecenaten Oscar Rydbeck. Den hade då gått med förlust de flesta åren. Han hade även fått kritik för att favorisera Svensk-franska konstgalleriet. 

## 1933 – 1952
Det blev istället Rydbecks dotter, Olsons systerdotter, Ingrid Rydbeck-Zuhr som fick ta över redaktörskapet för den ekonomiskt nedgångna tidskriften. Hon var själv utbildad konstnär och hade ställt ut målningar på Svensk-franska konstgalleriet. Från 1934 gavs Konstrevy ut av Åhlén & Åkerlunds förlag. Ingrid Rydbeck-Zuhr fortsatte som redaktör till och med 1952. Hon hade då, liksom sin föregångare, fått göra det mesta arbetet själv. 1937 gjorde hon ett scoop när hon lyckades få ett samtal med den skygge Pierre Bonnard, som aldrig annars lät sig intervjuas. 1947 intervjuade hon Georges Braque. Bland tidningens skribenter fanns Otto G. Carlsund, Otte Sköld, Gunnar Ekelöf, Tyra Lundgren och Tristan Tzara. När Ingrid Rydbeck-Zuhr lämnade Konstrevy 1952 gick tidningen utmärkt och hade en upplaga av 5 800 exemplar. 
| ”                                               | ... tidskriften under Rydbecks färla var ensam i sitt slag i Norden och ett andningshål för konstälskare även i Danmark och Norge. | „ |
| – Åsa Wall, Svenska Dagbladet 11 september 1995 | |   |

## 1953 – 1970
Efter Ingrid Rydbeck-Zuhr avlöste redaktörerna varandra ofta:
- 1953 Tage Nilsson
- 1954–1958 Bo Lindwall
- 1959 Gunnar Berefelt
- 1960–1965 Karin Bergqvist Lindgren
- 1966–1968:2 Olle Granath
- 1968:3–1970 Staffan Cullberg

Ofta förekommande skribenter var Kristian Romare, Öyvind Fahlström, Ulf Linde och Beate Sydhoff. Eugen Wretholm brukade anmäla aktuella utställningar. 1970 beslöt förlaget, Åhlén & Åkerlund, att lägga ner tidskriften. Den gick då med förlust. I det sista numret menar redaktören att nedläggningen också gjordes av politiska skäl. Ägarna var inte intresserade av bidra med pengar till en tidskrift som speglade tidens vänsterpolitiska konstsyn. 